# FIFA-Weltfußballer des Jahres 2008

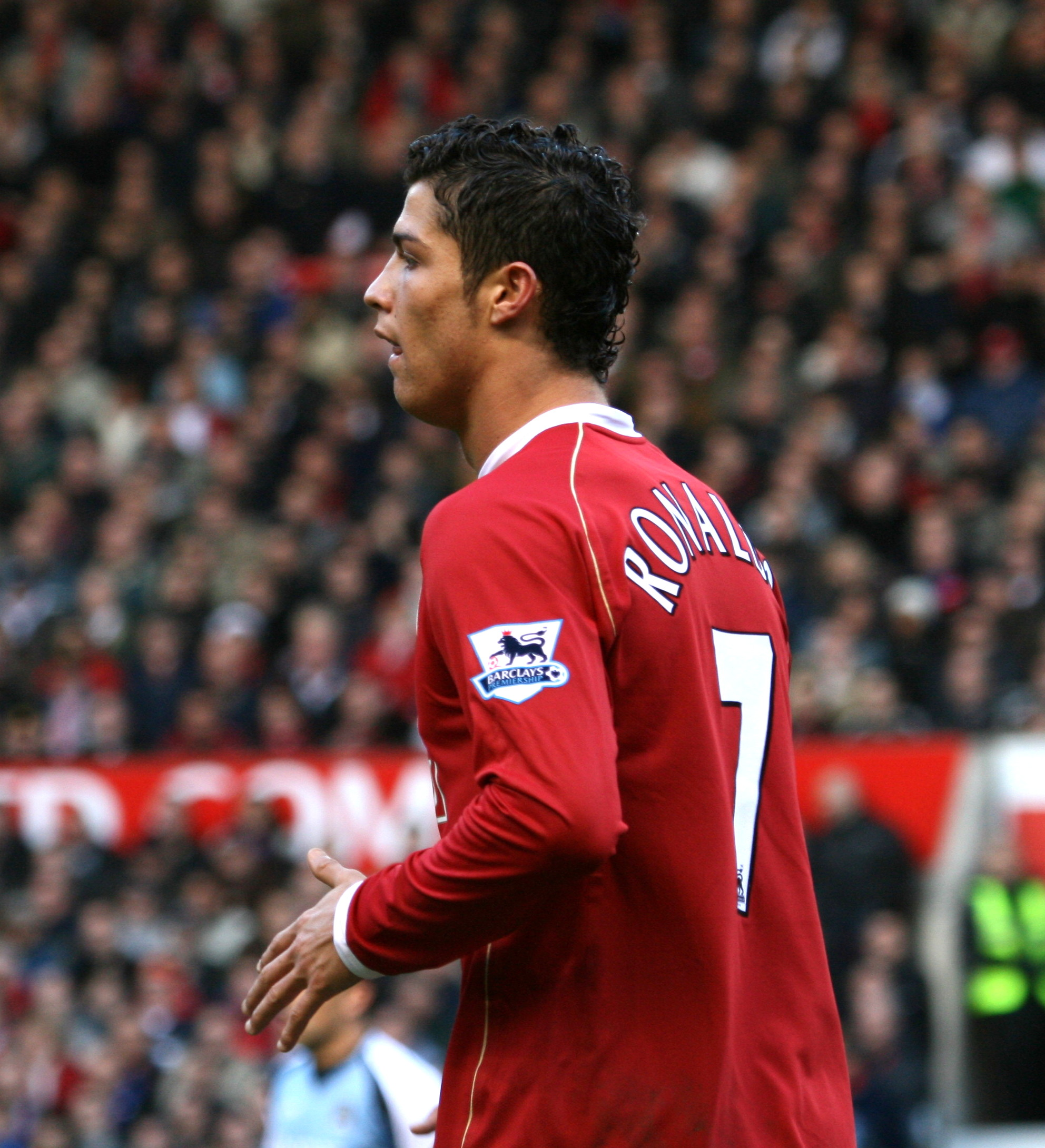
FIFA-Weltfußballer des Jahres 2008, Cristiano Ronaldo

Der FIFA-Weltfußballer des Jahres 2008 (damals noch FIFA World Player) wurde am 12. Januar 2009 im Opernhaus Zürich gekürt. Es war die 18. Vergabe der 1991 vom Fußballweltverband FIFA eingeführten Auszeichnung „FIFA-Weltfußballer des Jahres“. Gewinner der Auszeichnung war Cristiano Ronaldo.

## Abstimmungsmodus
Der Gewinner wurde durch eine Abstimmung unter 155 Nationaltrainern und 155 Nationalmannschaftskapitänen ermittelt. Diese nannten jeweils die drei ihrer Meinung nach besten Fußballer, wobei keiner der drei aus ihrem eigenen Land stammen durfte. Eine Nennung an Platz eins brachte fünf Punkte, ein zweiter Platz drei Punkte, der dritte Platz einen Punkt. Danach wurden die Punkte addiert.

## Ergebnis
- Platzierung: die Platzierung, die ein Spieler erzielt hat.
- Name: Name des ausgezeichneten Spielers.
- Nationalität: Nationalität des ausgezeichneten Spielers.
- Verein: Verein, für den der Spieler in dem Kalenderjahr aktiv war. Wenn ein Spieler den Verein gewechselt hat, wird der abgebende Verein an erster Position genannt.
- Stimmen: die insgesamt erhaltenen Stimmen aller Länder.

| Platzierung | Name                | Nationalität   | Verein                    | Stimmen |
| ----------- | ------------------- | -------------- | ------------------------- | ------- |
| 1.          | Cristiano Ronaldo   | Portugal       | Manchester United         | 935     |
| 2.          | Lionel Messi        | Argentinien    | FC Barcelona              | 678     |
| 3.          | Fernando Torres     | Spanien        | FC Liverpool              | 203     |
| 4.          | Kaká                | Brasilien      | AC Mailand                | 183     |
| 5.          | Xavi                | Spanien        | FC Barcelona              | 155     |
| 6.          | Steven Gerrard      | England        | FC Liverpool              | 98      |
| 7.          | Samuel Eto’o        | Kamerun        | FC Barcelona              | 58      |
| 8.          | Iker Casillas       | Spanien        | Real Madrid               | 49      |
| 9.          | Andrés Iniesta      | Spanien        | FC Barcelona              | 37      |
| 9.          | David Villa         | Spanien        | FC Valencia               | 37      |
| 11.         | Andrei Arschawin    | Russland       | Zenit Sankt Petersburg    | 36      |
| 12.         | Frank Lampard       | England        | FC Chelsea                | 33      |
| 13.         | Didier Drogba       | Elfenbeinküste | FC Chelsea                | 30      |
| 14.         | Michael Ballack     | Deutschland    | FC Chelsea                | 27      |
| 14.         | Cesc Fàbregas       | Spanien        | FC Arsenal                | 27      |
| 16.         | Zlatan Ibrahimović  | Schweden       | Inter Mailand             | 26      |
| 17.         | Emmanuel Adebayor   | Togo           | FC Arsenal                | 25      |
| 18.         | Franck Ribéry       | Frankreich     | FC Bayern München         | 23      |
| 19.         | Ruud van Nistelrooy | Niederlande    | Real Madrid               | 14      |
| 20.         | Sergio Agüero       | Argentinien    | Atlético Madrid           | 12      |
| 21.         | John Terry          | England        | FC Chelsea                | 11      |
| 22.         | Gianluigi Buffon    | Italien        | Juventus Turin            | 8       |
| 23.         | Deco                | Portugal       | FC Barcelona / FC Chelsea | 1       |